# Catolândia
Catolândia is een gemeente in de Braziliaanse deelstaat Bahia. De gemeente telt 4.059 inwoners (schatting 2009).